# Yaum at-Tarwiya

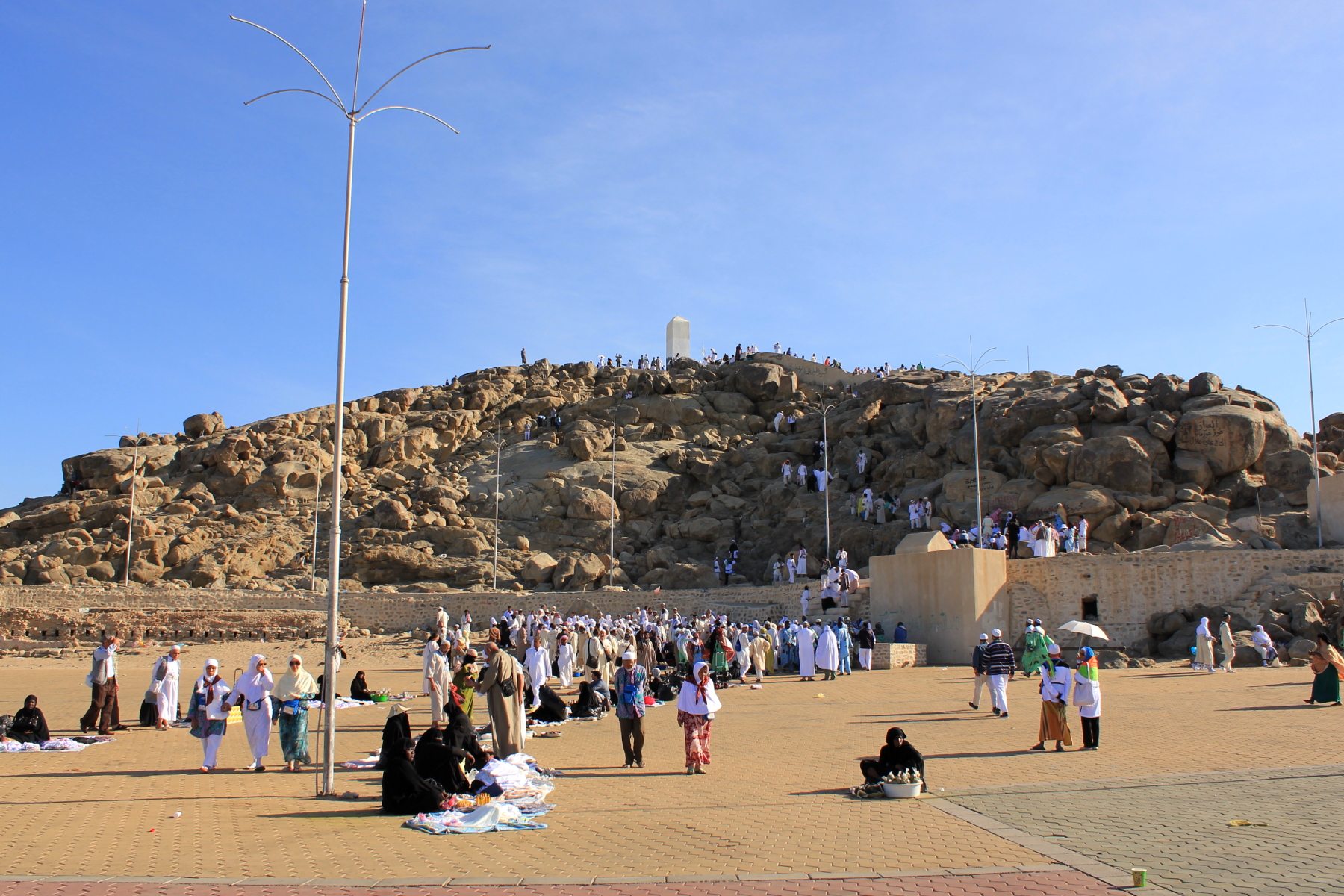
Der Berg Arafat

Yaum at-Tarwiya (arabisch يوم التروية ‚Tag der Tränkung‘) ist der achte Tag des islamischen Monats Dhū l-Hiddscha und gleichzeitig der erste Tag der islamischen Pilgerfahrt. Sie beginnt mit der Reise von Mekka nach Minā, von wo aus die Pilger (nach einem kurzen Aufenthalt) nach ʿArafāt aufbrechen.

## Name und Geschichte
Der Name entstand nach der arabischen Überlieferung schon in vorislamischer Zeit, als unmittelbar vor der Wallfahrtsversammlung von ʿArafāt in Dhū l-Madschāz ein mehrtägiger Markt stattfand. Da die Ebene von ʿArafāt wasserlos war, nutzten die Pilger den letzten Markttag in Dhū l-Madschāz, wo es Wasser gab, um ihre Tiere zu tränken und sich selbst mit Wasser einzudecken. Der Tag, an dem der Markt endete und die Tränkung stattfang war der 8. Dhū l-Hiddscha.